# Георги Абаджиев (писател)
 Тази статия е за писателя.  За българския генерал вижте Георги Абаджиев (офицер).  
Георги Абаджиев (на македонска литературна норма: Ѓорѓи Абаџиев) е писател, разказвач и романист, публицист и сценарист от Социалистическа Република Македония.

## Биография
Абаджиев е роден в Дойран през 1910 година. Родителите му емирират в България в 1915 година и баща му става работник във фабрика. Средно образование Абаджиев завършва в Горна Джумая (днес Благоевград). Учи в Юридическия факултет в Софийския университет, където се свързва с левицата в македонската емиграция в България. Член е на Македонския литературен кръжок (1938-1941) и на Македонския литературен кръжок „Никола Вапцаров“ в София (1946-1947). От 1936 година става проводник на коминтерновската линия по македонския въпрос и на македонизма.
Бил е редактор на вестник „Македонско знаме“ (1945 - 1947). През 1948 година заминава за Югославия и развива дейност като писател, публицист и историк. Работи в Института за национална история в Скопие и като негов директор е отговорен за мащабните фалшификации на историята на Македония и за опитите за прикриване на връзката ѝ с българщината.
Абаджиев е член на Дружеството на писателите на Македония от 1949 година. Носител е на наградите за проза на НР Македония и „11 октомври“.
Абаджиев умира в Скопие на 2 август 1963 година.

## Творчество
Абаджиев е известен като исторически белетрист, който преработва съобразно своите виждания теми от миналото. Литературният историк Миодраг Друговац пише: „Абаџиев sида споменици!“, като отбелязва, че „не им робува на фактите“.
Автор е на книгите:
- Велков, П. Ангел Йорданов, Георги Абаджиев. „Труд и хора (илюстровани репортажи от София, 1936)
- „Изгрев“ (разкази, 1950),
- „Епопејата на Ножот“ („Епопеята на Ножот“) (разкази, 1951),
- „Последна средба“ („Последна среща“) (разкази, 1953),
- „Арамиско гнездо“ („Харамийско гнездо“) (роман, 1954),
- „Пустина“ („Пустиня“) (роман, 1961),
- „Балканските војни во Македонија“ („Балканските войни в Македония“) (монография, 1972).

В 1972 г. излизат негови избрани съчинения в четири тома.